# Ánh Hồng
Ánh Hồng có tên đầy đủ là Lê Thị Kim Hồng (1944–) là nữ diễn viên cải lương người Việt Nam, bà được phong tặng danh hiệu Nghệ sĩ ưu tú năm 1993.

## Cuộc đời
Ánh Hồng sinh năm 1944 tại Cà Mau, có cha là nhạc sĩ Bảy Vinh, bà theo gia đình lên Sài Gòn sinh sống từ năm 5 tuổi. Ánh Hồng lập gia đình với nghệ sĩ cải lương Võ Phú Hữu (nghệ danh Hữu Lộc) và không có con cái.
Từ năm 13 tuổi, Ánh Hồng xin phép cha được nghỉ học để biểu diễn cải lương, giọng hát của bà từng xuất hiện trên đài Phát thanh Saigon, được báo giới chú ý và được mệnh danh là thần đồng. Năm 1960, bà được đoàn Hoa Sen mời về biểu diễn thay cho nghệ sĩ Diệu Hiền. Ánh Hồng nổi danh trong thập niên 1960 với các vở của gánh hát Hương Mùa Thu như Người đàn bà dưới ánh trăng, Người anh khác mẹ.
Năm 1962, Ánh Hồng ký hợp đồng với Sân khấu Thúy Nga, với vai Yến Tử trong vở Hoa tình nở muộn do sân khấu này dàn dựng đã giúp bà đoạt được huy chương vàng của giải Thanh Tâm lần thứ 5 cùng với diễn viên Ngọc Hương vào năm 1962. Sau 5 tháng tại đoàn Thúy Nga, bà được đoàn Kim Chưởng mời về biểu diễn với hợp đồng kéo dài 2 năm. Năm 1964, bà chuyển sang đoàn Kim Chung sau đó lần lượt là các đoàn Tân Hoa Lan, Kim Chưởng và Hoa Anh Đào.
Sau năm 1975, nghệ sĩ Hữu Lộc (chồng bà) lúc này là Trưởng đoàn cải lương Tây Ninh mời bà về làm diễn viên Đoàn, bà làm việc tại đây trong hơn 10 tiếp theo. Từ năm 1987, hai vợ chồng bà chuyển sang Đoàn Cải lương Long An làm việc. Thời gian cuối sự nghiệp, Ánh Hồng được chuyển về Nhà Văn hóa tỉnh Long An công tác từ năm 1998.

## Giải thưởng
| Năm  | Giải thưởng                                     | Kết quả         | Chú thích   |
| ---- | ----------------------------------------------- | --------------- | ----------- |
| 1962 | Giải Thanh Tâm lần thứ 5                        | Huy chương Vàng | [ 2 ] [ 5 ] |
| 1985 | Hội diễn Sân khấu chuyên nghiệp toàn quốc       | Huy chương Vàng | [ 2 ]       |
| 1990 | Hội diễn Sân khấu chuyên nghiệp toàn quốc       | Huy chương Vàng | [ 2 ]       |
| 1995 | Hội diễn Sân khấu chuyên nghiệp toàn quốc       | Huy chương Vàng | [ 2 ]       |
| 2002 | Liên hoan sân khấu chuyên nghiệp khu vực Nam bộ | Huy chương Vàng | [ 2 ]       |

### Vai diễn nổi bật
- Người đàn bà dưới ánh trăng vai Quận chúa
- Người anh khác mẹ vai Liên
- Người trong cõi nhớ vai Bà ngoai
- Hãy yêu nhau thật lòng vai Đại Phát
- Chỉ còn là kỷ niệm vai Sáu Hà
- Nỗi đau không tên vai Má Tám